# Kloster Nogales
Das Kloster Nogales (Santa María de Nogales oder Santa María de Nucalibus) ist eine ehemalige Zisterzienserabtei in der Provinz León an der Grenze zur Provinz Zamora in Kastilien-León im Norden Spaniens. Die Ruinen der Abtei sind als ‚Nationales Kulturgut‘ (Bien de Interés Cultural) anerkannt.

## Lage
Das Kloster Nogales liegt in einer Höhe von ca. 780 Metern ü. d. M. etwa 200 Meter westlich des Río Eria auf dem Gebiet der Gemeinde San Esteban de Nogales; nächstgrößere Stadt ist das ca. 32 Kilometer (Fahrtstrecke) südöstlich gelegene Benavente.

## Geschichte

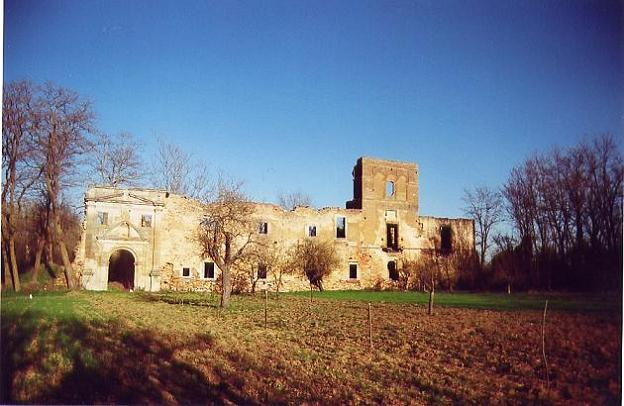
Ruine des Klosters

Das von Vela Gutièrrez Osórez und Sancha Ponce de Cabrera im Jahr 1150 ursprünglich für Nonnen gegründete Kloster schloss sich 1164 als Tochterkloster von Kloster Moreruela aus der Filiation der Primarabtei Clairvaux dem Zisterzienserorden an. Im Jahr 1264 erhielt es von Doña Urraca und deren Kindern deren Besitz in Alcubilla. Bei der Klosteraufhebung (desamortizatión) unter der Regierung von Juan Álvarez Mendizábal wurde das Kloster im Jahr 1836 aufgelöst. Die Bauten wurden zum Abriss freigegeben und verkauft. In der Folge ist es verfallen; erhalten sind nur noch Ruinen.

## Bauten und Anlage

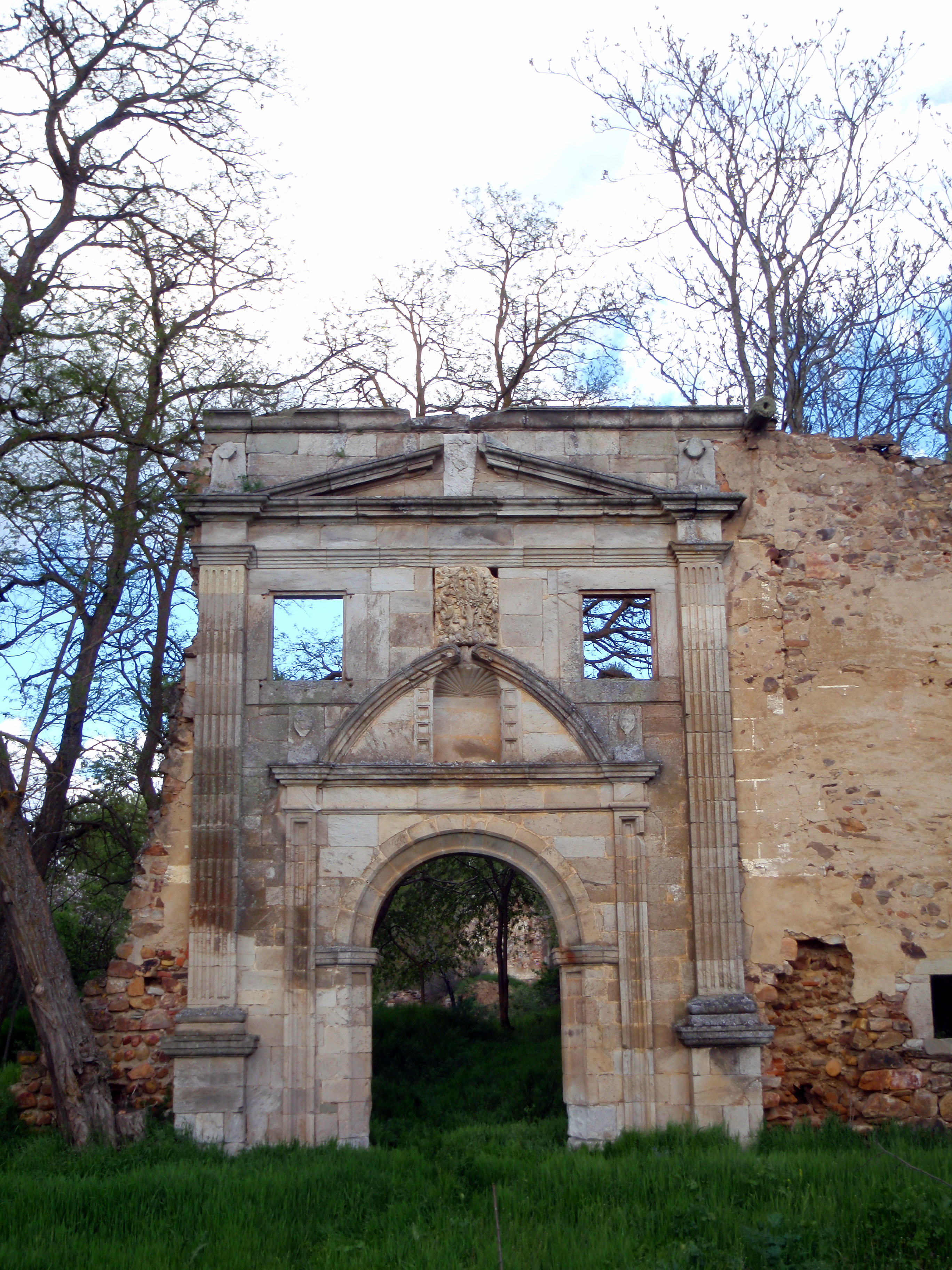
Klosterportal

Die Ruinen der Kirche und des Klausurbereichs entstammen teilweise noch den Stilepochen der Romanik und der Gotik, doch wurden andere Teile der Anlage (vor allem das Portal) in der Renaissance erneuert. Ungewöhnlich für ein Zisterzienserkloster ist der hochaufragende Glockenturm (campanario), der noch dem Vorgängerbau entstammen dürfte.

## Sarkophage
Zwei in der Kirche stehende Renaissance-Sarkophage mit den Liegefiguren (gisants) von Don Suero de Quiñones und seiner Gemahlin Elvira Zúñiga wurden im Jahr 1835 entfernt, jahrzehntelang verkauft und wiederverkauft und schließlich im Jahr 1913 von der Hispanic Society of America erworben und nach New York verbracht; im angeschlossenen Museum sind sie noch heute zu sehen. Suero de Quiñones war der Nachfahre jenes Ritters, der im Juli und August des Jahres 1434 einen Monat lang gegen jeden Konkurrenten kämpfte, der die Brücke von Órbigo überqueren wollte – diese Episode ist als Paso Honroso in die spanische Geschichte eingegangen.